# Siklósi Péter
Péter, († Veszprém ?, 1379. január 3. ?) magyar katolikus főpap, akit a forrásokban tévesen Siklósi Péternek jegyeznek.

## Élete
A Magyar Archontológiában boszniai kanonok, a káptalan megválasztotta püspökké, amit VI. Ince pápa 1356. február 28-án megerősített. 1357. január 18. és 1376. március 8. között tényleges boszniai megyés püspök. 1358. július 19-én, mint királyi küldött előtt esküdött meg Raguza, hogy a visegrádi szerzetesét megtartja. VI. Incétől 1360. április 23-án inkvizítori jogot kapott. 1376. március 30-án áthelyezték előbb a győri, majd 1377. október 2-án a veszprémi egyházmegye élére. 1377 és 1379 között a királynéi kancellári tisztet is betöltötte.

## Megjegyzés
Győri pecsétje 1377-ből fennmaradt.